# Sparganothis senecionana
Sparganothis senecionana es una especie de polilla del género Sparganothis, tribu Sparganothini, familia Tortricidae. Fue descrita científicamente por Walsingham en 1879.

## Descripción
La longitud de las alas anteriores es de 7,5-12,5 milímetros.

## Distribución
Se distribuye por Estados Unidos.